# Parque Nacional Port Royal
O Parque Nacional Port Royal é um parque nacional proposto na ilha Roatán, nas Honduras.